# Pablo Pin
Juan Pablo Pin Tamayo, noto semplicemente come Pablo Pin (Granada, 30 novembre 1982), è un allenatore di pallacanestro spagnolo.

## Carriera
Dal 2012 allena il Fundación Granada, con cui nel 2022 ha vinto il campionato di LEB Oro, conquistando la promozione in Liga ACB.

## Palmarès
- Liga LEB Oro: 1

Fundación Granada: 2021-2022